# Nationalstraße 314 (China)
Die Nationalstraße 314 (chinesisch 314国道, Pinyin 314 Guódào, englisch China National Highway 314), chin. Abk. G314, ist eine 1.948 km lange, in Ost-West-Richtung verlaufende Fernstraße im Westen Chinas im Autonomen Gebiet Xinjiang. Sie führt von der Provinzhauptstadt Ürümqi über Toksun, Korla, Bügür, Wensu, Aksu, Artux, Kaschgar, Shufu und Taschkorgan an den 4.733 hohen Kunjirap-Pass, der die Grenze zu Pakistan bildet. Der Teil von Kaschgar an den Kunjirap-Pass ist Teil des Karakorum Highways.